# Carmen Salinas
Carmen Salinas Lozano (Torreón, Coahuila, 5 de octubre de 1939-Cuauhtémoc, Ciudad de México, 9 de diciembre de 2021) fue una actriz, imitadora, comediante y política mexicana.
Hizo su debut televisivo en 1964, participando en la telenovela La vecindad. Realizó su primera película en 1970 con un papel en la cinta La vida inútil de Pito Pérez. En teatro, Salinas presentó y produjo la obra Aventurera en 1997. También se desempeñó como imitadora de diferentes artistas.
Fue miembro del Partido Revolucionario Institucional (PRI), en su breve incursión política, fungió como diputada federal de 2015 a 2018.

## Biografía y carrera
Carmen Salinas Lozano nació el 5 de octubre de 1939 en Torreón, Coahuila, México, siendo hija de Carmen Lozano Viramontes y Jorge Salinas Pérez Tejada. Sus padres perdieron alrededor de cinco hijos debido a distintas enfermedades. Su madre quiso divorciarse de su padre cuando se enteró de que él la había engañado con otra mujer y tenía un hijo con ella, pero al llegar al juzgado para iniciar el proceso, le informaron que nunca había estado casada porque los papeles de matrimonio eran falsos y no eran válidos. Tejada había arreglado una boda por el civil de mentiras, esto no solo lo había hecho con ella, igual había realizado la misma acción con otras mujeres y solamente se había casado de verdad con una de ellas. Viramonetes nunca lo perdono y a pesar de juntarse con otra persona tiempo después, decidió nunca volver a casarse. Carmen tuvo varios hermanos, un aproximado de ocho, pero con los hermanastros por parte de su papá el número es desconocido. Su mamá se quedó a cargo de ella y siete de sus hermanos, pues una hermana suya se fue a vivir con una tía. Eran muy pobres, por lo que en una ocasión a su progenitora se le ocurrió inscribirlos como huérfanos a un asilo para que pudieran comer y tener una vida más tranquila, pero fue todo lo contrario, pues los golpeaban y maltrataban.
Siendo pequeña, comenzó a tener aspiraciones artísticas al inspirarse por su hermana Josefina Rojas Lozano, quien cantaba en una estación de radio en Torreón, Coahuila, y se la llevaba para que pudiera verla bailar y escucharla en vivo. Con 10 años de edad, inició cantando y haciendo imitaciones de voz en un programa de radio en la Ciudad de Monterrey, esto lo empezó a llevar a cabo desde una ocasión en que la actriz Andrea Palma había sido invitada al programa y no llegara a tiempo.

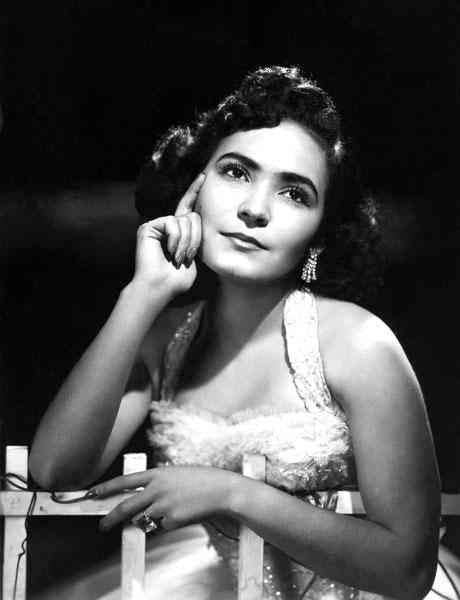
Salinas, c. 1956.

En septiembre de 1953, fue descubierta por el productor de cine Carlos Amador Martínez durante una visita que hizo a Torreón, él la traería a la Ciudad de México y Salinas haría su debut como actriz el 28 de octubre de ese mismo año en el cine Ópera, marcando así el inicio de su carrera artística. Teniendo 17 años, contrajo matrimonio el 5 de enero de 1956 con el músico Pedro Plascencia Ramírez ocho años mayor que ella, pues él había nacido en 1931. Ambos se divorciarían en 1979 y Ramírez fallecería en 2016. De su matrominio procreó a dos hijos; Pedro Plascencia Salinas, fallecido en 1994, y María Eugenia Plascencia, así como a otros cinco más que no nacieron debido a abortos espontáneos que se le presentaban a los dos meses de embarazo, e incluso perdió uno a los siete.
Tras una temporada presentándose en teatros y lugares amateur para actores, realizó su debut como actriz para la televisión en 1964 participando en la telenovela La vecindad, y un año después en 1970, haría su primera película titulada La vida inútil de Pito Pérez siendo esta la tercera adaptación cinemátografica de la novela homónima escrita por José Rubén Romero. Aunque dicho por ella, su primer filme fue ¡Buenas noches, año nuevo! de 1964 grabando algunas escenas que fueron cortadas del producto final debido a que era demasiado largo. Con la llegada del cine de ficheras a mediados de los setenta y los ochenta, hizo varias cintas de ese género, de las cuales se destacaron; Tívoli (1975), Bellas de Noche (1975), Noches de Cabaret (1978), Muñecas de medianoche (1979), El sexo sentido (1981), La pulquería (1981), Noche de carnaval (1984), y El rey de las ficheras (1989). Otros filmes no pertenecientes a ese tema, en los que también sobresalió, incluyen; Doña Macabra (1972), El lugar sin límites (1978), Ratero (1979), Que viva Tepito! (1981), Mexicano ¡Tú puedes! (1985), Sabor a mí (1988), Man on Fire (2004), La misma Luna (2007), ¿Alguien ha visto a Lupita? (2011), y El crimen del Cácaro Gumaro (2014).

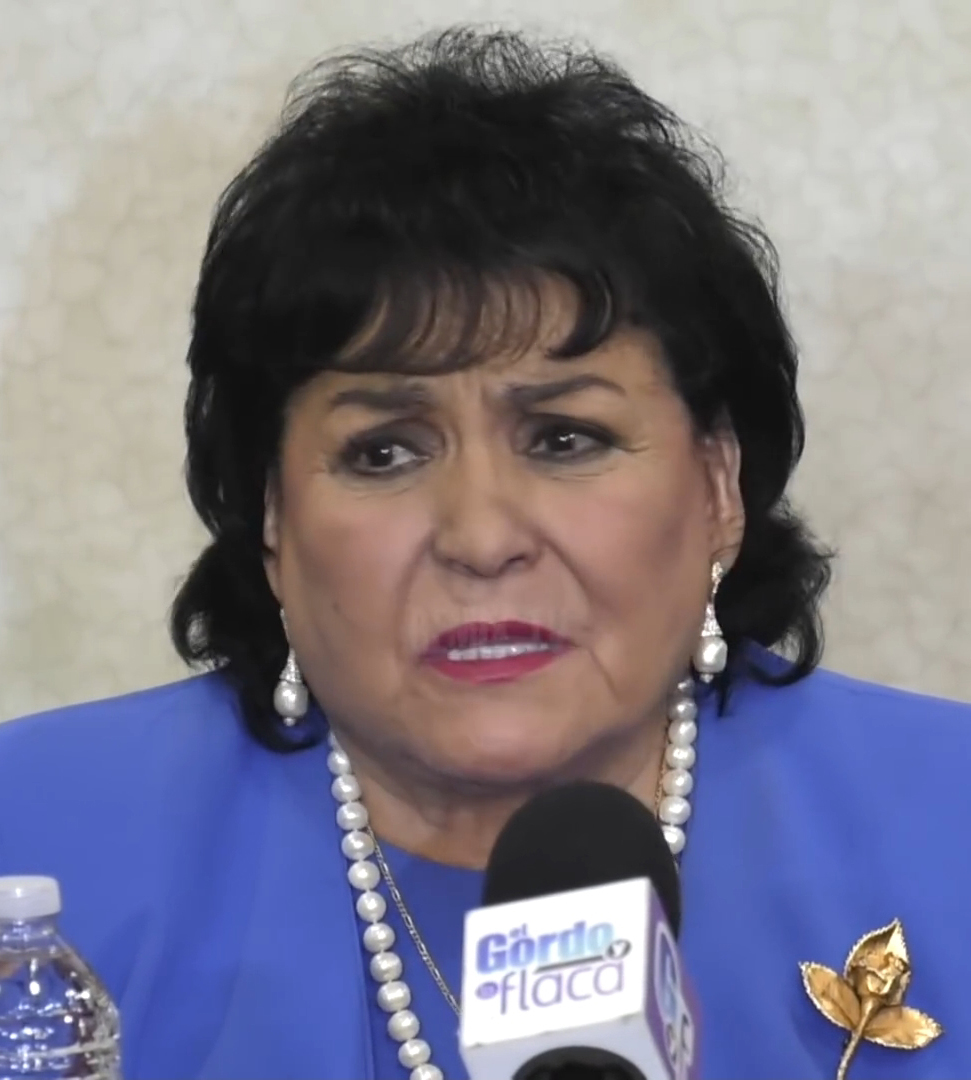
Salinas en 2017.

Adicional a su carrera en el cine, dentro de las telenovelas participó en producciones como; María Mercedes (1992), María la del barrio (1995), Entre el amor y el odio (2002), Mundo de fieras (2006), Hasta que el dinero nos separe (2009), Mi corazón es tuyo (2014) y Mi marido tiene familia (2017). En programas de televisión, contó con intervenciones en; Hasta en las mejores familias, Mujeres asesinas, La familia P. Luche, y Nosotros los guapos.
Dentro del mundo de la música, grabó un EP en 1965 junto al cantante Dámaso Pérez Prado titulado «Pérez Prado Presenta A Carmen Salinas y su voz», para el cual interpretó dos canciones; «Angelitos Negros» y «Cuando Calienta El Sol».
En 1997 presentó por primera vez en el Salón Los Ángeles su obra «Aventurera», producida por ella, basada en la película homónima de 1950, y la cual tuvo un gran éxito. Algunas de las actrices con las que trabajó e interpretaron el papel principal para este proyecto incluyen a; Edith González, Itatí Cantoral, Niurka Marcos, Patricia Navidad, Maribel Guardia, Lorena Rojas, entre otras.
Como imitadora también tuvo bastante éxito e interpretó a artistas como Lola Beltrán, Celia Cruz, Lucero, Julissa, Alejandra Guzmán, María Félix, Amalia Mendoza, Irma Dorantes, Lupita D'Alessio, así como a otras más. Sin embargo, a pesar de ser muy buena para esto, abandonó esta afición después de que su hijo, Pedro Plascencia quien era compositor y pianista, falleciera el 19 de abril de 1994 tras padecer cáncer de pulmón. Por lo acontecido, decidió no volver a imitar ya que él era su arreglista musical para la realización de sus actos.
De 2015 a 2018, incursionó en la política y tuvo un lugar en la Cámara de Diputados como representante del Partido Revolucionario Institucional (PRI).
En 2021, formó parte del elenco y las grabaciones de la telenovela Mi fortuna es amarte antes de sufrir una hemorragia cerebral el 11 de noviembre que le provocara un coma por el que fue inmediatamente hospitalizada y consecuentemente, sería sacada del proyecto. Tiempo después, su familia informó mediante un comunicado que en el caso de recuperar el conocimiento, tendría que hacer una rehabilitación que no le permitiría tener una actividad laboral a corto plazo. Dentro de la producción, su personaje fue reemplazado por la actriz María Rojo.
El último papel que Carmen Salinas hizo para una película fue junto a Eugenio Derbez para The Valet, una comedia romántica que es una adaptación del filme francés de Francis Veber, en elcual le dio vida a la madre del comediante. Filme que fue publicado póstumo.

## Vida personal
Salinas mantuvo una muy buena amistad con un hombre llamado Juan Pascual Cejudo Mujica conocido como «El Chato Cejudo», que también se desempeñó como su publirrelacionista y quien falleció en 2012 a causa de cáncer de hígado. Comentado por ella, ayudó a que la carrera del payaso, actor, cantante y presentador de televisión conocido como Cepillín, prosperara y fuera firmado por la empresa Televisa, e incluso llegó a darle hospedaje en su casa cuando lo trajera desde Monterrey a Ciudad de México. Cepillín falleció el 8 de marzo de 2021.
En julio de 2020, compartió una anécdota por medio de un vídeo publicado en su canal oficial de YouTube donde relataba que llegó a almorzar con el narcotraficante Rafael Caro Quintero en el Reclusorio Norte de Ciudad de México, todo debido a una confusión. Ella asistía al lugar a visitar al comediante Pepe Magaña, que estaba sentenciado a ocho años de cárcel, pero gracias a la actriz su condena se redujo a tres. Ahí le informaron que «el jefe» quería hablar con ella, pensando que se trataba del director del penal aceptó rápidamente. Fue llevada con el capo, quien pensaba que era tía de Carlos Salinas de Gortari, presidente de México en ese entonces. Esto porque el padre de Carlos se llamaba Raúl Salinas Lozano y ella Carmen Salinas Lozano, haciendo creer que ambos eran hermanos, aunque igual aclararía que llevaba una buena relación con la familia de Gortari. En palabras de la actriz, él le dijo lo siguiente:

«Quiero que le diga a su sobrino que me ayude a salir de aquí, le ayudo a pagar la deuda externa e interna de México, la deuda que tiene yo la pago toda. Y a usted, jefesita no se vaya a enojar, ni se vaya a molestar, no le va a faltar nada lo que le quede de vida porque yo me voy a hacer cargo de que usted tenga un buen ahorro para que no le falte nada.»

De manera insistente, tuvo que hacerle entender que no tenía ninguna conexión familiar con el presidente.

### Controversias
Salinas se vio envuelta en algunas polémicas debido a sus comentarios. En una entrevista despreció el cargo de diputada que había ejercido debido a que «ganaba muy poco». Durante la pandemia de COVID-19, la actriz culpó a los chinos y dijo que tenían su merecido por «comer gatitos y perritos», comentario que fue tomado como racista y por el cual tuvo que disculparse.

## Muerte
El 11 de noviembre de 2021, fue ingresada de urgencia a un hospital de Ciudad de México, debido a una hemorragia cerebral causada por la hipertensión que se le presentó de  momento. El 9 de diciembre, falleció a los 82 años de edad. Su cuerpo fue cremado y sus cenizas fueron colocadas en su mausoleo familiar, ubicado dentro del Panteón Español.

## Filmografía

### Cine

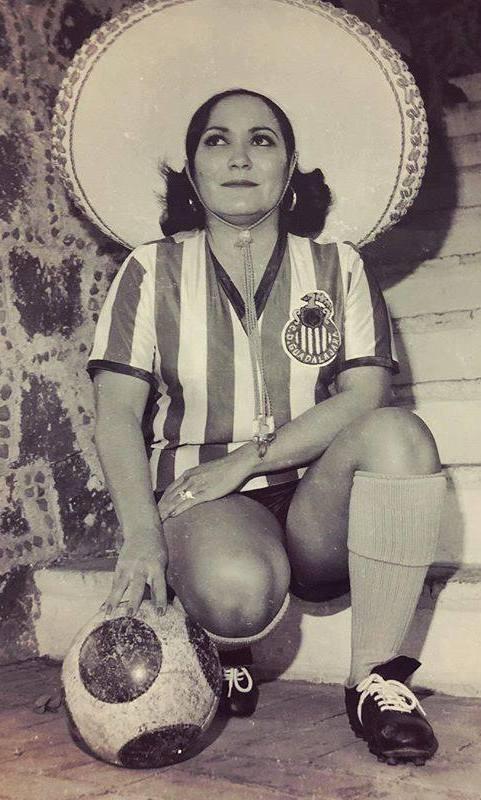
Salinas, c. 1960s.

- La vida inútil de Pito Pérez (1970)
- El rincón de las vírgenes (1972) .... Pancha Fregoso
- Doña Macabra (1972) .... Lucila
- El diablo en persona (1973)
- Calzonzín Inspector (1974) .... Doña Eme
- Las fuerzas vivas (1975) .... Doña Hortensia, esposa de Caballo
- Bellas de noche (1975) .... La Corcholata
- Tívoli (1975) .... Chapas
- Albures mexicanos (1975)
- La palomilla al rescate (1976)
- Bellas de noche 2 (1977)
- Las cenizas del diputado (1977) .... Dorotea
- Noches de cabaret  (1978)
- El lugar sin límites (1978) .... Lucy
- Tarjeta verde (1978)
- Muñecas de medianoche (1979)
- Las cariñosas (1979)
- Ratero (1979) .... Llorona
- El secuestro de los cien millones (1979)
- Las tentadoras (1980)
- A paso de cojo (1980)
- D.F./Distrito Federal (1981)
- La pulquería (1981)
- El testamento (1981) .... Doña Cleo
- Que viva Tepito! (1981) .... Concha
- El sexo sentido (1981) .... Tía Lupe
- Tiempo de lobos (1981)
- Las noches del Blanquita (1981)
- Huevos rancheros (1982)
- Fieras contra fieras (1982)
- Burdel (1982)
- Las pobres ilegales (1982) .... Petra
- La pulquería 2 (1982)
- El rey de los albures (1982)
- Qué viva Tepito (1982)
- El día que murió Pedro Infante (1982)
- Las modelos de desnudos (1983)
- Se me sale cuando me río (1983)
- Las vedettes (1983)
- Entre ficheras anda el diablo - La pulquería 3 (1984)
- El tonto que hacía milagros (1984) .... Tomasa
- Corrupción (1984) .... Jesusita
- Piernas cruzadas (1984)
- Las glorias del gran Púas (1984)
- Noche de carnaval (1984) .... Panchita
- Masacre en el río Tula (1985) .... La Madrastra
- Mexicano ¡Tú puedes! (1985)
- El rey del masaje (1985)
- La tierra prometida (1985)
- Esta noche cena Pancho (1986)
- Huele a gas (1986)
- Caifan del barrio (1986)
- 5 pollas en peligro (1986)
- Casos de alarma (1986)
- La chica de la piscina (1987) .... Carolina
- Sabor a mí (1988)
- Día de muertos (1988)
- Alicia en el país del dólar (1988)
- Comezón a la Mexicana (1989)
- Las guerreras del amor (1989)
- El garañón (1989)
- Pancho cachuchas (1989)
- Solo para adúlteros (1989)
- El rey de las ficheras (1989)
- Olor a muerte (1989)
- El mil hijos (1989)
- Placeres divertidos (1989)
- Cita con la muerte (1989) .... Ella misma (episodio "El último metro")
- Policía rural (1990)
- No hay quinto malo (1990)
- Goza conmigo (1990)
- Ciudad de ciegos (1991) .... Ángela
- Danzón (1991) .... Doña Tí
- Fin de semana en Garibaldi (1991)
- Camino largo a Tijuana (1991)
- El jugador (1991) .... Tía Nina
- Justicia de nadie (1991)
- El condenado por reconfiado (1992)
- Noches de ronda (1992) .... Petrita
- Cita en el paraíso (1992) .... Abuela
- Un toque angelical (1992)
- El superman ... Dilon (1993)
- La lotería (1993)
- Hoy no circula (1993) .... (segmento «Jueves»)
- Me muero de la risa (1993)
- Las mil y una aventuras del metro (1993)
- El último suspiro (1996)
- Reclusorio (1997) .... Carmen García Sánchez (segmento «Sangre entre mujeres»)
- Todo el poder (1999) .... Doña Cleofás
- Sexo por compasión (2000)
- Santos peregrinos (2004) .... La Abuela
- Control de plagas (2004) .... La Casera
- Zapata - El sueño del héroe (2004) .... Mesera 2
- El fuego de la venganza (2004) .... Guardiana 3
- Man on Fire - (2004)
- A Silent Love (2004) .... Georgina
- Ciudad de perros (2004)
- Espinas (2005) .... Doña Lucha
- La misma luna (2007) .... Doña Carmen 'La Coyota'
- Veritas, Prince of Truth (2007) .... Elva María
- Victorio (2008)
- Labios rojos (2009)  .... Señorita Claudia
- Martín al amanecer (2009) .... Elpidia
- Me importas tú... y tú (2009)
- Desdémona: Una historia de amor (2009)
- Cartas a Elena (2010) .... Vieja Zamora
- Hermoso silencio (2010) .... Luz
- 4 maras (2011) .... Doña Cruz
- ¿Alguien ha visto a Lupita? (2011) .... Chepita
- La otra familia (2011) .... Doña Chuy
- El crimen del Cácaro Gumaro (2014)
- Norte estrecho (2015) .... Charo[64]
- Añoranzas (2018)[65]
- The Valet (2022, lanzamiento póstumo) .... Cecilia, madre de Antonio[66][67]

### Televisión
- La vecindad (1964) - Cuca
- La razón de vivir (1966)
- Frontera (1967) - Paula
- La sonrisa del diablo (1970) - Perla
- Sublime redención (1971)
- Elisa (1979)
- Cachún cachún ra ra! (1984) - Mamá del Profesor Villafuerte
- Mujer, casos de la vida real (1986-1997)
- María Mercedes (1992) - Doña Filogonia
- María la del barrio (1995-1996) - Agripina Pérez
- La antorcha encendida (1996) - Doña Camila de Foncerrada
- Mi pequeña traviesa (1997-1998) - Doña Mati
- Preciosa (1998) - Mamá Pachis
- Hasta en las mejores familias (1999-2000) - Ella misma
- Abrázame muy fuerte (2000-2001) - Celia Ramos
- Entre el amor y el odio (2002) - Doña Chelo
- Velo de novia (2003-2004) - Malvina González
- Mundo de fieras (2006-2007) - Candelaria Gómez Vda. de Barrios
- La rosa de Guadalupe (2009) - Carmelita
- Mujeres asesinas (2009) - Carmen, honrada (Carmen Jiménez)
- Los simuladores - Segunda temporada - (2009) - Doña Lupe González
- Hasta que el dinero nos separe (2009-2010) - Arcadia Alcalá Vda. del Rincón
- Triunfo del amor (2010-2011) - Milagros Robles Vda. de Martínez
- La familia P. Luche Episodio «Hasta en las más mejores familias» (2012) - ella misma
- Porque el amor manda (2012-2013) - Luisa "Chatita" Herrera
- Parodiando (2012-2013)
- María de todos los Ángeles (2013) Episodio «El extraño mundo de los comerciantes» - La Lideresa
- Mi corazón es tuyo (2014-2015) - Yolanda Velasco Vda. de Vázquez de Castro
- Sueño de amor (2016) - Margarita Manzanares Vda. de Fierro
- Nosotros los guapos (2016-2021) - Doña Refugio Encarnación Flores de Godínez «Doña Cuca»
- Mi marido tiene más familia (2018-2019) - Crisanta Díaz de Córcega
- Se rentan cuartos (2021) - Doña Chelita[68]
- Mi fortuna es amarte (2021) - Margarita «Magos» Domínguez Negrete (eps. 1–45)[69]

### Teatro
- Aventurera (1997-2013)

## Premios y nominaciones
En 2014, fue homenajeada por el Museo del Cine Mexicano, en el Teatro de la Ciudad de México, por sus 60 años de trayectoria artística.
En 2016, recibió el Premio Extraordinario ACE por Distinción y Mérito otorgado por La Asociación de Cronistas de Espectáculos (ACE) de Nueva York, considerado como el máximo reconocimiento de esta organización. También fue reconocida con un premio Palma de Oro.

### Premios TVyNovelas
| Año  | Categoría                                 | Telenovela                                | Resultado |
| ---- | ----------------------------------------- | ----------------------------------------- | --------- |
| 1993 | Mejor actriz de reparto                   | María Mercedes                            | Ganadora  |
| 1996 | Mejor actriz de reparto                   | María la del barrio                       | Nominada  |
| 1999 | Mejor actriz de reparto                   | Preciosa                                  | Ganadora  |
| 2001 | Mejor actriz de reparto                   | Abrázame muy fuerte                       | Nominada  |
| 2002 | Mejor actriz de reparto                   | Entre el amor y el odio                   | Nominada  |
| 2002 | Premio especial por trayectoria artística | Premio especial por trayectoria artística | Ganadora  |
| 2003 | Premio especial: 50 años como actriz      | Premio especial: 50 años como actriz      | Ganadora  |
| 2010 | Mejor primera actriz                      | Hasta que el dinero nos separe            | Nominada  |
| 2012 | Mejor primera actriz                      | Triunfo del amor                          | Nominada  |
| 2019 | Mejor primera actriz                      | Mi marido tiene familia                   | Nominada  |

- Premio especial a la trayectoria (2013)

### Premios Calendario de Oro
| Año  | Categoría         | Trabajo        | Resultado |
| ---- | ----------------- | -------------- | --------- |
| 2007 | Estrella de Siglo | Carmen Salinas | Ganadora  |

### Premios Califa de Oro
| Año  | Categoría               | Trabajo          | Resultado |
| ---- | ----------------------- | ---------------- | --------- |
| 2011 | Mejor actuación del año | Triunfo del amor | Ganadora  |

### TV Adicto Golden Awards
| Año  | Categoría                                      | Trabajo                     | Resultado |
| ---- | ---------------------------------------------- | --------------------------- | --------- |
| 2014 | Mejor actriz en un personaje cómico-entrañable | Mi corazón es tuyo          | Ganadora  |
| 2016 | Mejor actriz en un personaje cómico            | Sueño de amor               | Ganadora  |
| 2019 | Mejor actriz en un personaje cómico            | Mi marido tiene más familia | Ganadora  |

### Premios Diosas de Plata
| Año  | Categoría                     | Película       | Resultado |
| ---- | ----------------------------- | -------------- | --------- |
| 2008 | Mejor papel a cuadro femenino | La misma Luna  | Ganadora  |
| 2013 | Mejor papel a cuadro femenino | Cartas a Elena | Ganadora  |